# Gutshof Lübseerhagen

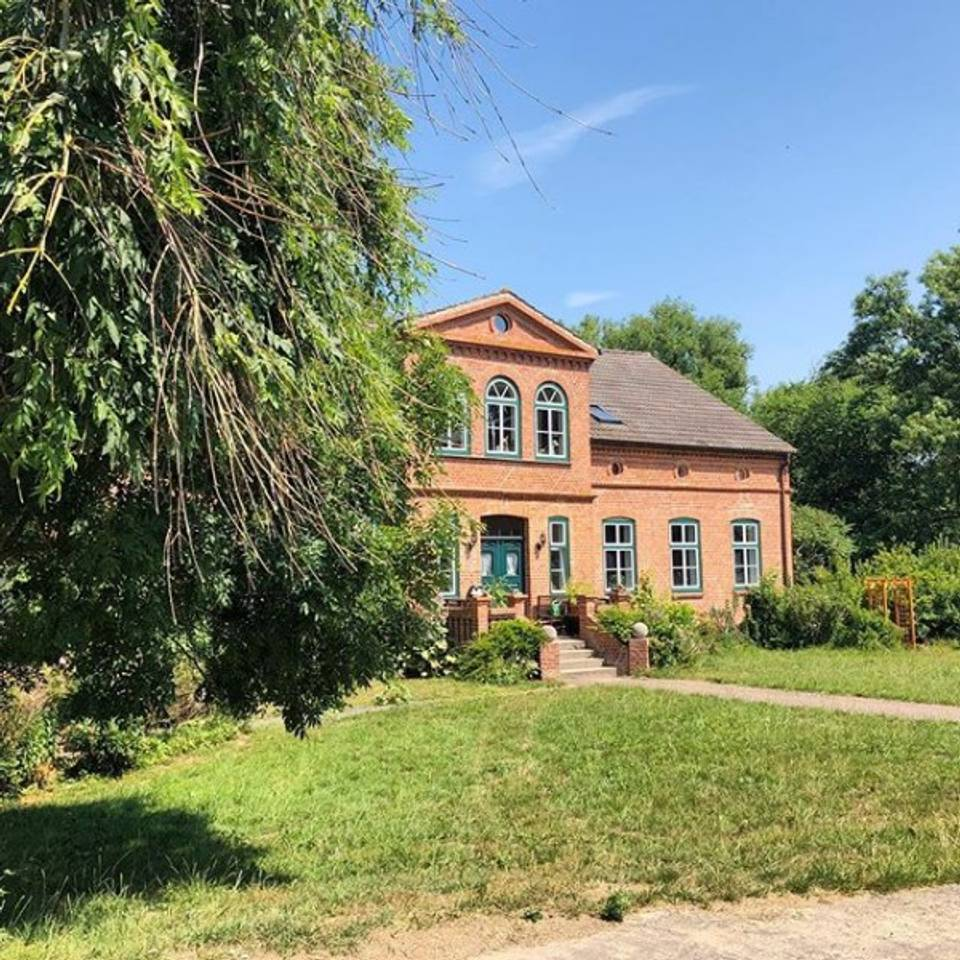
Gutshaus Lübseerhagen

Der Gutshof Lübseerhagen liegt in der zwischen Schönberg und Grevesmühlen gelegenen Gemeinde Menzendorf, Landkreis Nordwestmecklenburg. Der bäuerliche Gutshof liegt direkt am Menzendorfer See in einem hügeligen Gebiet, das von den Flüssen Maurine, Radegast und Stepenitz begrenzt wird. In unmittelbarer Nachbarschaft befindet sich das Kirchdorf Lübsee. Lübseerhagen gehört zum Kirchspiel Schönberg, wurde aber nach Lübsee eingemeindet.

## Geschichte
Eine Hofstelle (Hufe III) an diesem Orte wird erstmals 1525 urkundlich erwähnt. Zu dieser Zeit gehörte sie zum Ratzeburger Domkapitel. Es ist allerdings davon auszugehen, dass sie tatsächlich deutlich älter ist, da vermutlich bereits 1376 beim Erwerb der Besitzung Lübseerhagen, einem ehemaligen Waldhufendorf, durch Bischof Heinrich II. von Wittorf von Danquardus de Bulowe eine entsprechende Hofstelle bestanden hat. Bis 1648 gehörte das Landgut zum Bistum Ratzeburg bzw. dem Ratzeburger Hochstift, nach der Reformation dann zum Fürstentum Ratzeburg  und damit den Herzögen von Mecklenburg bzw. Mecklenburg-Strelitz. Bis ins 17. Jahrhundert war der Hof im Besitz der Familie Parbs als Erbzinspächtern (Hauswirten), danach in wechselndem Familienbesitz. Letzter Gutsbesitzer vor 1945 war der aus einer Bielefelder Industriellenfamilie stammende Otto Modersohn, der den Hof 1945 mit seiner Familie verlassen musste. Die Hofanlage wurde enteignet und in der Bodenreform aufgesiedelt. Das Gutshaus wurde zu DDR-Zeiten zu Wohnzwecken, die Scheunen, Acker- und Weideflächen zu landwirtschaftlichen Zwecken genutzt.

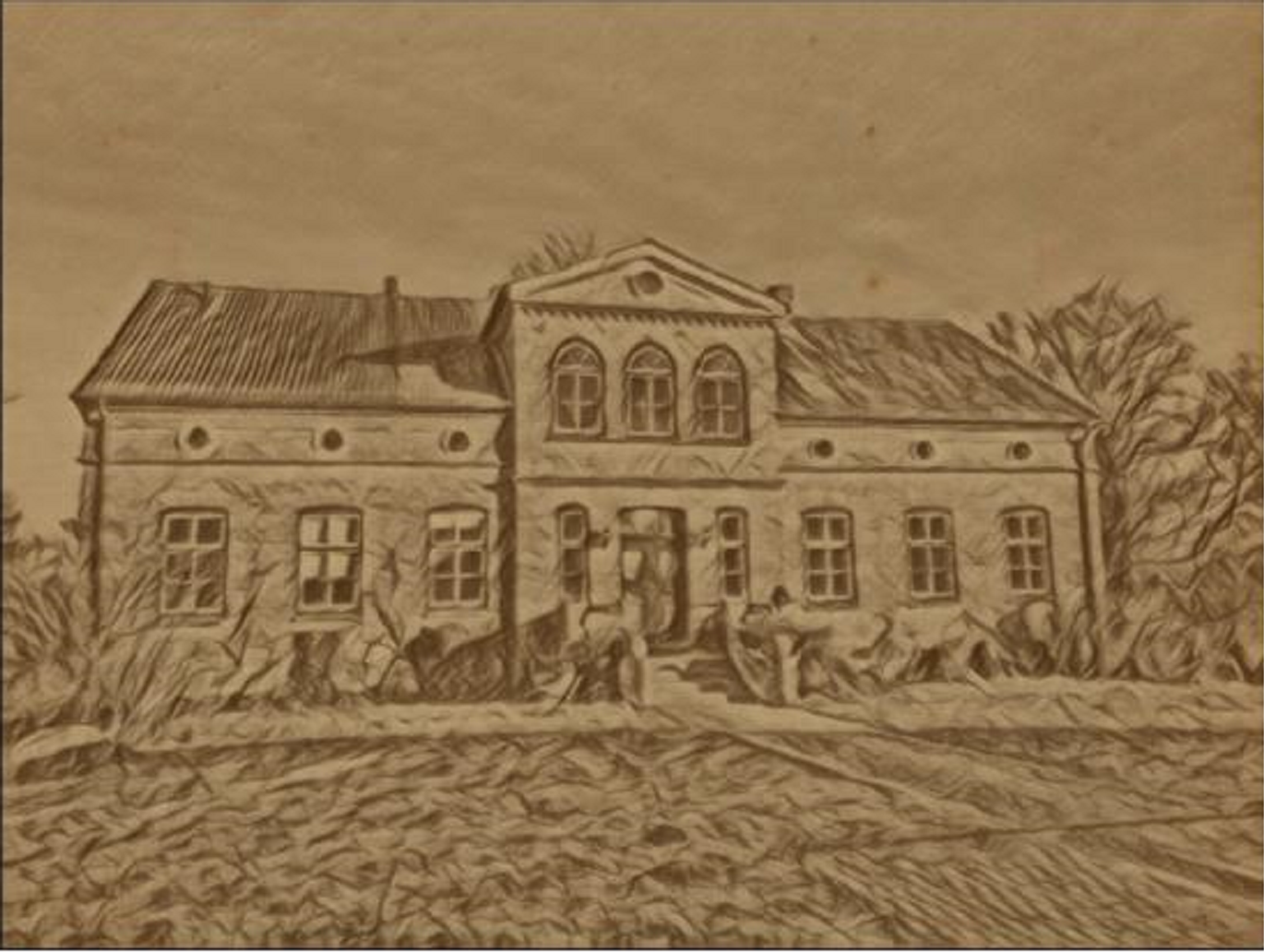

Nach der Wende wurde das Gutshaus als Ein- und Mehrfamilienhaus genutzt. Es befindet sich in Privatbesitz.

## Anlage
Das einstöckige Gutshaus wurde 1878 auf den Grundmauern eines 1878 abgebrannten Vorgängerbaus, der vermutlich in der ersten Hälfte des 19. Jahrhunderts an Stelle eines Hallenhauses gebaut wurde, als Backsteinbau auf einem Feldsteinsockelgeschoss errichtet. Die Hofanlage, ein Dreiseithof in der historischen Bauform des Gutshoftyps, besteht aus dem Haupthaus an der Kopfseite des rechteckigen Hofes und zwei vor dem Haupthaus symmetrisch angeordneten zweistöckigen Scheunen und Stallgebäuden, die die Hofanlage begrenzen. Ein Schweinestall und ein Hühnerhaus an der Nordseite der rechten Scheune wurde zu DDR-Zeiten abgerissen. Die beiden seitlichen hölzernen Remisen an den Scheunen wurden ebenfalls abgerissen und auf der linken Seite durch einen neuzeitlichen Steinbau ersetzt. Die rechte Scheune wurde bis zum Ende des Zweiten Weltkriegs für die Aufbewahrung von landwirtschaftlichen Produkten, die linke Scheune als Pferde- und Kuhstall sowie als Heuboden genutzt. Die rechte Remise enthielt ursprünglich Fuhrwerke, die linke Remise Düngemittel und Geräte. Vom Gutsgarten sind heute nur noch der Obstgarten, Reste der Nutzgärten sowie die Hausweide vorhanden. Die Ackerflächen wurden verkauft. Zum Hof gehörten auch zwei Büdnereien, die von Gutsarbeitern bewohnt wurden. Eine der beiden Büdnereien befindet sich noch heute auf der linken Seite hinter dem Dorfeingang von Menzendorf kommend.